# Nikkor
Nikkor — торговая марка компании Nikon Corporation, под которой выпускается оптика, в том числе — фотографические объективы с байонетом Nikon F. Это же название использовалось для фотоаппарата Nikon F во время продажи его в некоторых европейских странах, чтобы избежать путаницы с созвучными местными брендами, например, Zeiss Ikon. Так, в Германии камера называлась Nikkor F.

## История
Торговая марка Nikkor появилась в 1932 году, как европеизированное написание более раннего варианта Nikkō (日光), который, в свою очередь, являлся сокращением полного тогдашнего названия компании Nippon Kōgaku («Японская оптика»; 日本光学). Nikkō также означает «солнечный свет» и является названием одного из японских городов. Первый объектив под торговой маркой Nikkor, «Aero-NIKKOR», был выпущен в 1933 году.
В августе 2010 года суммарный выпуск объективов Nikkor для фотоаппаратов достиг 55 миллионов штук, в апреле 2011 года — 60 миллионов штук, а в начале ноября 2012 года — 75 миллионов.

## Применение

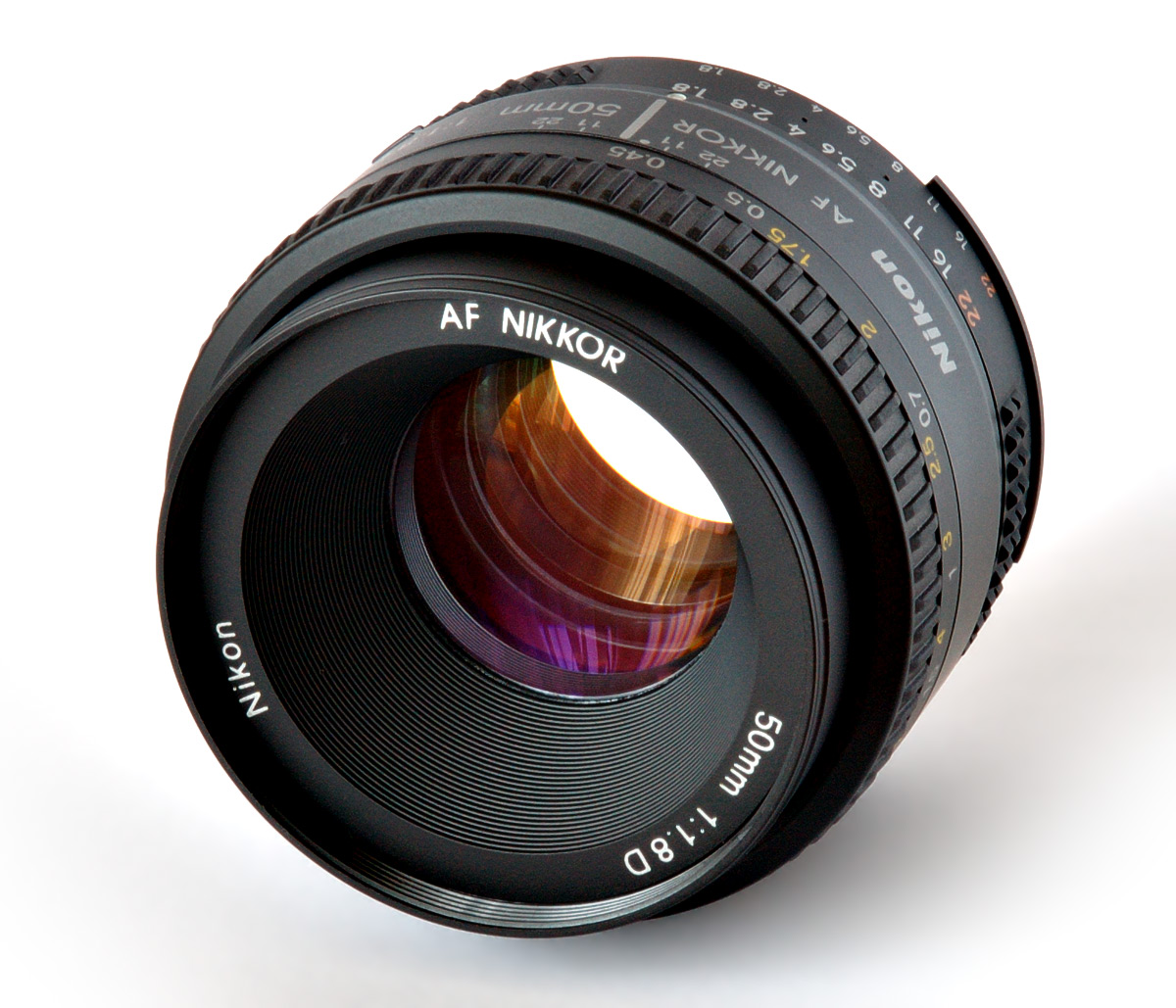
Объектив Nikkor AF 50mm f/1.8D

В настоящее время (2020 год) оптика Nikkor используется:
- в зеркальных фотоаппаратах с байонетом F;
- в беззеркальных фотоаппаратах семейств Nikon 1 и Nikon Z;
- в среднеформатных фотоаппаратах Bronica и Plaubel Makina;
- в дальномерных фотоаппаратах серии Nikon S и некоторых камерах фирмы Leica;
- в фотоувеличителях EL-Nikkor;
- в некоторых полноформатных цифровых однообъективных фотоаппаратах;
- в объективах микроскопов;
- в специальных объективах.

## Маркировка на объективах Nikkor
Данные взяты из инструкций к объективам.
| Индекс | Расшифровка индекса |
| ------ | --- |
| A      | Самые первые объективы для зеркальных камер Nikon. Известны также как Pre-AI, Non-AI, NAI или просто F (по названию байонета) объективы. A означает Automatic, но это относится не к фокусировке, а к механизму прыгающей диафрагмы. Для корректной работы этого механизма требовалось вручную индексировать диафрагму при каждой установке объектива на камеру. С современными камерами (за исключением Nikon Df) A объективы в своём исходном виде несовместимы и нуждаются в т.н. AI конверсии. |
| AF     | Автофокусные объективы Nikon с механическим приводом фокусировки. Мотор находится в камере и передаёт вращение через особый разъём (так называемую «отвёртку») |
| AF-N   | AF объективы с прорезиненным фокусировочным кольцом. У первых AF объективов (1986-1990) кольцо ручной фокусировки было узким и жёстким, поскольку Никон изначально не предполагал, что на автофокусных объективах кто-то будет пользоваться ручным фокусом. |
| AF-I   | Автофокусные объективы Nikon с механическим приводом фокусировки, встроенным в объектив. Под этой маркой вышли четыре больших объектива 1980-х и 1990-х годов, и встроенному в камеру моторчику не хватало мощности, чтобы их сфокусировать. |
| AF-S   | Автофокусные объективы Nikon с ультразвуковым приводом фокусировки, встроенным в объектив и основанном на преобразовании колебаний пьезоэлемента в механическое движение. Имеют повышенную скорость и точность фокусировки, работают практически бесшумно. Работают заметно лучше, чем обычные «отвёрточные» объективы в режиме следящего автофокуса (Continuous servo AF). |
| AF-P   | Новые (2015) автофокусные объективы Nikon с шаговым электродвигателем. |
| IX     | Объективы для неудавшегося уменьшенного формата плёнки Nikon APS. Не устанавливаются ни на полнокадровые, ни на цифровые камеры. |
| DX     | Объективы для цифровых полукадровых фотоаппаратов формата Nikon DX. В отличие от системы Canon, ничто не мешает их установке на полнокадровую камеру, но при этом будет заметное виньетирование. |
| CX     | Объектив для беззеркальной системы Nikon 1. |
| D      | Distance. Наличие в объективе процессора, передающего из объектива в камеру информацию о дистанции фокусировки. Необходим для 3D-пространственного экспозамера, а также для корректного функционирования современного алгоритма работы фотовспышек Speedlight. |
| G      | Gelded. Электронное управление работой диафрагмы. Повышенная точность установки значения диафрагмы с шагом в 1/3 eV. На объективах отсутствует кольцо установки диафрагмы. Включает все функции D. |
| VR     | Vibration Reduction — система оптической стабилизации изображения, встроенная в объектив. Основана на сдвиге корректирующей группы линз внутри объектива. Дает возможность снимать с рук на выдержках на 2-3 ступени меньше без «шевелёнки». |
| IF     | Internal Focusing — конструкция объектива, при которой фокусировка происходит за счёт перемещения элементов только внутри объектива. Объективы с внутренней фокусировкой не изменяют своей длины при наведении на резкость. Резьба для светофильтра не крутится и потому на неё можно ставить градиентные и поляризационные светофильтры. Стоит признать, что есть и не-IF объективы с невращающейся резьбой — обычно фиксированного фокусного расстояния, нормального или портретного.            |
| RF     | Так называемая «задняя» фокусировка. При использовании RF фокусировка осуществляется за счет перемещения задней, наиболее легкой, групп линз. Это тоже ускоряет автофокусировку. |
| M/A    | В этом режиме, у объективов AF-S, можно практически мгновенно переходить от автофокусировки в режим ручной фокусировки. |
| A/M    | Автофокусировка с возможным ручным перехватом фокусирования, при сохранении приоритета автофокуса. |
| DC     | Defocus Control — специальные объективы с возможностью управления степенью и характером размытия зоны нерезкости. |
| PC     | Perspective Control — специальные объективы с возможностью коррекции перспективы за счёт наклонов и сдвигов оптического узла. |
| PC-E   | Electronic diaphragm. Объективы с коррекцией перспективы и электрическим управлением диафрагмой. В отличие от Canon, диафрагма в объективах Nikon управляется через механический поводок, это невозможно в шифт-объективе. |
| E      | 1) Любительские объективы Nikon, выпускавшиеся в 1970-е годы, чтобы не ронять престижа бренда Nikkor (сейчас все объективы, даже самые простые, называют Nikkor); 2) Обычные объективы с электронным управлением диафрагмой, на манер PC-E. |
| CRC    | Close-range Correction — коррекция для съёмки на близком расстоянии. Эта система предполагает перемещение при фокусировке не только фокусирующего линзового компонента, но и независимое от него перемещение корректирующего компонента (обычно находящегося в задней группе линз). Система CRC позволяет добиться максимального качества изображения не только при наводке на бесконечность, но и при фокусировке на близко расположенные объекты.                                                |
| ASP    | Aspherical. В состав объектива входят асферические элементы, для уменьшения сферических и коматических аберраций. |
| ED     | Extra-low Dispersion glass. В состав объектива входят элементы из стекла со сверхнизкой дисперсией для снижения хроматических аберраций. |
| NIC    | Nikon Integrated Coating — многослойное просветляющее покрытие представляет собой тончайшую плёнку, нанесённую на линзы объектива с целью повысить их светопропускающую способность и уменьшить интенсивность бликов. |
| SIC    | Super Integrated Coating — фирменное многослойное покрытие линз, уменьшает эффекты отражения и бликования. Улучшенное по сравнению с NIC. |
| N      | Nano Crystal Coating - фирменное нанокристаллическое покрытие. Очередное поколение многослойного просветления оптики. Улучшенное по сравнению с SIC. |
| Micro  | Специальные объективы для макросъемки в масштабах до 1:1. |
| AI     | Aperture Indexing. Классические объективы с ручной фокусировкой и автоматическим индексированием диафрагмы. Совместимы со всеми камерами, но на многих современных аппаратах не будет работать матричный экспозамер, а также любые режимы определения экспозиции, кроме приоритета диафрагмы. |
| AI-S   | Незначительно усовершенствованный вариант AI объективов, обеспечивающий более точное управление диафрагмой. |
| AI-P   | AI объективы, снабжённые электронным чипом. В отличие от объективов без микропроцессора, поддерживают экспоавтоматику и передачу EXIF-данных в современных камерах. |
| ADR    | Aperture Direct Readout. Дополнительная шкала значений диафрагмы, видимая непосредственно через видоискатель в специальном маленьком окошке. Позволяла устанавливать желаемое значение диафрагмы не отрывая глаз от окуляра. Присутствует на всех AI объективах. |
| SWM    | Silent Wave Motor — ультразвуковой привод автофокусировки, который используется в AF-S объективах. |
| FL     | Fluorite. В объективе есть одна или несколько флюоритовых линз. |
| PF     | Phase Fresnel. Применение линз Френеля позволяет уменьшить вес и габариты объектива. Кроме того, линзы Френеля способствуют устранению хроматических аберраций. |
| HRI    | High Refractive Index. Оптическая схема объектива включает в себя элементы с показателем преломления выше 2. |
| SR     | Short-Wavelength Refractive. Оптические элементы из особого стекла, отличающимся повышенным коэффициентом преломления в коротковолновой части спектра для ослабления сферохроматизма. |
| Noct   | Nocturne. Ночной объектив, дающий великолепную чёткость даже на открытой диафрагме. Применяется к объективам — Noct-NIKKOR 58mm f/1.2 и NIKKOR Z 58mm f/0.95 S Noct. |
| LW     | Брызгозащищённый объектив для фотоаппаратов Nikonos, рассчитанный на использование вне воды (для сёрферов, спелеологов и других). |
| UW     | Underwater. Подводный объектив для фотоаппаратов Nikonos. |
| II     | Обозначает «вторую версию» технологии или объектива, например, VR II, ED II и т. д. |
| Z      | Объективы для беззеркальной системы Nikon Z. |
| S      | Объективы серии S - Line для байонета Nikon Z. Буква S в данном случае означает «superior» – превосходный. |

## Объективы Nikkor
- 6 mm f/2.8 Circular Fisheye (220°)
- 6 mm f/5.6 Circular Fisheye (220°) (требуется MLU блокировка зеркала (Mirror lock-up))
- 7.5 mm f/5.6 Circular Fisheye (требуется MLU)
- 8 mm f/2.8 Circular Fisheye
- 8 mm f/8.0 Circular Fisheye (требуется MLU)
- 10 mm f/5.6 OP Circular Fisheye (требуется MLU)
- 13 mm f/5.6
- 15 mm f/3.5
- 15 mm f/5.6
- 16 mm f/2.8 Полнокадровый «Рыбий глаз» (Full Frame Fisheye)
- 16 mm f/3.5 Полнокадровый «Рыбий глаз» (Full Frame Fisheye)
- 18 mm f/4.0
- 18 mm f/3.5
- 20 mm f/2.8
- 20 mm f/3.5 UD
- 20 mm f/3.5
- 20 mm f/4.0
- 21 mm f/4.0 (требуется MLU)
- 24 mm f/2.0
- 24 mm f/2.8
- 28 mm f/2.0
- 28 mm f/2.8
- 28 mm f/3.5
- 35 mm f/1.4
- 35 mm f/2.0
- 35 mm f/2.8
- 45 mm f/2.8 GN
- 45 mm f/2.8 P
- 50 mm f/1.2
- 50 mm f/1.4
- 50 mm f/1.8
- 50 mm f/2.0
- 55 mm f/1.2
- 55 mm f/4.0 UV
- 58 mm f/1.2 Noct
- 58 mm f/1.4
- 85 mm f/1.4
- 85 mm f/1.8
- 85 mm f/2.0
- 105 mm f/1.8
- 105 mm f/2.5
- 105 mm f/4.5 UV
- 120 mm f/4.0 IF Medical
- 135 mm f/2.0
- 135 mm f/2.8
- 135 mm f/3.5
- 180 mm f/2.8 ED
- 200 mm f/2.0 ED-IF
- 200 mm f/4.0 Q
- 200 mm f/4.0
- 200 mm f/5.6 Medical Nikkor, установлен на байонет F с высокоскоростным приводом
- 200 mm f/5.6 Medical
- 300 mm f/2.0 ED-IF
- 300 mm f/2.8 ED-IF
- 300 mm f/4.5 P
- 300 mm f/4.5 H
- 300 mm f/4.5 ED
- 300 mm f/4.5 ED-IF
- 400 mm f/2.8 ED-IF
- 400 mm f/3.5 ED-IF
- 400 mm f/4.5
- 400 mm f/5.6 ED-IF
- 500 mm f/4.0 P ED-IF
- 500 mm f/5.0 Reflex
- 500 mm f/8.0 Reflex
- 600 mm f/4.0 ED-IF
- 600 mm f/5.6 ED-IF
- 800 mm f/5.6 ED-IF
- 800 mm f/8.0 ED
- 800 mm f/8.0 ED-IF
- 1000 mm f/6.3 Reflex
- 1000 mm f/11.0 Reflex
- 1200 mm f/11.0 ED-IF
- 2000 mm f/11.0 Reflex

- AF 14 mm f/2.8D ED
- AF 16 mm f/2.8D Fisheye
- AF 18 mm f/2.8D
- AF 20 mm f/2.8
- AF 20 mm f/2.8D
- AF-S 24 mm f/1.4G ED N
- AF 24 mm f/2.8
- AF 24 mm f/2.8D
- AF 28 mm f/1.4D Aspherical
- AF 28 mm f/2.8
- AF 28 mm f/2.8D
- AF-S 35 mm f/1.4G
- AF-S 35 mm f/1.8G ED
- AF 35 mm f/2.0
- AF 35 mm f/2.0D
- AF 50 mm f/1.4
- AF 50 mm f/1.4D
- AF 50 mm f/1.8
- AF 50 mm f/1.8D
- AF-S 50 mm f/1.4G
- AF-S 50 mm f/1.8G
- AF-S 58 mm f/1.4G N
- AF 80 mm f/2.8 (F3AF dedicated)
- AF 85 mm f/1.4D
- AF-S 85 mm f/1.4G N
- AF 85 mm f/1.8
- AF 85 mm f/1.8D
- AF-S 85 mm f/1.8G
- AF 105 mm f/2.0D DC
- AF 135 mm f/2.0 DC
- AF 135 mm f/2.0D DC
- AF 180 mm f/2.8 ED-IF
- AF 180 mm f/2.8D ED-IF
- AF 200 mm f/3.5 ED-IF (F3AF dedicated)
- AF-I 300 mm f/2.8D ED-IF
- AF-S 300 mm f/2.8D ED-IF II
- AF 300 mm f/4 ED-IF
- AF-S 300 mm f/4D ED-IF
- AF-S 300 mm f/4E PF ED VR N
- AF-I 400 mm f/2.8D ED-IF
- AF-S 400 mm f/2.8D ED-IF II
- AF-S 400 mm f/2.8E FL ED VR N
- AF-S 500 mm f/4D ED-IF II
- AF-S 500 mm f/4G ED VR N
- AF-S 500 mm f/5.6E PF ED VR N
- AF-S 500 mm f/4E FL ED VR N
- AF-I 600 mm f/4D ED-IF
- AF-S 600 mm f/4D ED-IF II
- AF-S 600 mm f/4G ED VR N
- AF-S 600 mm f/4E FL ED VR N
- AF-S 800 mm f/5.6E FL ED VR N

- TC-1 (2.0×)
- TC-2 (2.0×)
- TC-200 (2.0×)
- TC-300 (2.0×)
- TC-201 (2.0×)
- TC-301 (2.0×)
- TC-14 (1.4×)
- TC-14A (1.4×)
- TC-14B (1.4×)
- TC-14C (1.4×)
- TC-16 (1.6×) (F3AF only)
- TC-16A (1.6×)
- TC-20E (2.0×)
- TC-14E (1.4×)
- TC-14E II (1.4×)
- TC-17E II (1.7×)
- TC-20E II (2.0×)
- TC-20E III (2.0×)

- AF-S 40 mm f/2.8G DX Micro
- 45 mm f/2.8 ED PC-E Micro
- 55 mm f/2.8 Micro
- AF 55 mm f/2.8 Micro
- 55 mm f/3.5 Micro
- AF 60 mm f/2.8 Micro
- AF 60 mm f/2.8D Micro
- AF-S 60 mm f/2.8D G Micro N
- 85 mm f/2.8D PC Micro
- 85 mm f/2.8D PC-E Micro
- 105 mm f/4.0 (сильфонный объектив)
- 105 mm f/4.0 Micro
- 105 mm f/2.8 Micro
- AF 105 mm f/2.8D Micro
- AF-S 105 mm f/2.8G Micro IF-ED N
- 135 mm f/4.0 (сильфонный объектив)
- 200 mm f/4.0 IF Micro
- AF 200 mm f/4.0D ED-IF Micro
- AF 70-180 mm f/4.5-5.6D ED Micro

- 25-50 mm f/4.0
- 28-45 mm f/4.5
- 28-50 mm f/3.5 Macro
- 28-85 mm f/3.5-4.5 Macro
- 35-70 mm f/3.5
- 35-70 mm f/3.5 Macro
- 35-70 mm f/3.3-4.5
- 35-70 mm f/3.5-4.8
- 35-85 mm f/2.8-4.0 (только прототип)
- 35-105 mm f/3.5-4.5 Macro
- 35-135 mm f/3.5-4.5
- 35-200 mm f/3.5-4.5 Macro
- 43-86 mm f/3.5
- 50-135 mm f/3.5 Macro
- 50-300 mm f/4.5
- 50-300 mm f/4.5 ED
- 70-210 mm f/4.5-5.6
- 80-200 mm f/2.8 ED
- 80-200 mm f/4.0
- 80-200 mm f/4.5
- 85-250 mm f/4.0-4.5
- 100—300 mm f/5.6 Macro
- 180—600 mm f/8.0 ED
- 200—400 mm f/4.0 ED
- 200—600 mm f/9.5
- 360—1200 mm f/11.0 ED
- 1200—1700 mm f/5.6-8.0 P ED-IF

- AF-S 14-24 mm f/2.8G ED N
- AF-S 17-35 mm f/2.8 ED-IF
- AF-S 17-55 mm f/2.8G ED-IF DX
- AF 20-35 mm f/2.8D IF
- AF-S 24-70 mm f/2.8G ED N
- AF-S 28-70 mm f/2.8D ED-IF
- AF 35-70 mm f/2.8
- AF 35-70 mm f/2.8D
- AF 80-200 mm f/2.8D ED
- AF-S 80-200 mm f/2.8D ED

- AF 18-35 mm f/3.5-4.5D ED-IF
- AF-S 18-35 mm f/3.5-4.5G ED
- AF 24-50 mm f/3.3-4.5
- AF 24-50 mm f/3.3-4.5D
- AF 24-85 mm f/2.8-4D IF
- AF-S 24-85 mm f/3.5-4.5G ED-IF
- AF 24-120 mm f/3.5-5.6D
- AF 28-70 mm f/3.5-4.5D
- AF 28-80 mm f/3.3-5.6G
- AF 28-85 mm f/3.5-4.5
- AF 28-100 mm f/3.5-5.6G
- AF 28-105 mm f/3.5-4.5D
- AF 28-200 mm f/3.5-5.6D IF
- AF 28-200 mm f/3.5-5.6G ED-IF
- AF 35-70 mm f/3.3-4.5
- AF 35-80 mm f/4-5.6D
- AF 35-105 mm f/3.5-4.5
- AF 35-105 mm f/3.5-4.5D IF
- AF 35-135 mm f/3.5-4.5
- AF 70-210 mm f/4
- AF 70-210 mm f/4-5.6
- AF 70-210 mm f/4-5.6D
- AF 70-300 mm f/4-5.6D ED
- AF 70-300 mm f/4-5.6G
- AF 75-240 mm f/4.5-5.6D
- AF 75-300 mm f/4.5-5.6
- AF 80-200 mm f/4.5-5.6D

- AF-S 16-35 mm f/4G ED VR N
- AF-S 24-70 mm f/2.8E ED VR N
- AF-S 24-85 mm f/3.5-4.5G ED VR
- AF-S 24-120 mm f/3.5-5.6G VR
- AF-S 24-120 mm f/4G ED VR N
- AF-S 24-120 mm f/4G ED VR II N
- AF-S 28-300 mm f/3.5-5.6G ED VR
- AF-S 70-200 mm f/2.8G ED-IF VR
- AF-S 70-200 mm f/2.8G ED VR II
- AF-S 70-200 mm f/2.8E FL ED VR N
- AF-S 70-200 mm f/4G ED VR N
- AF-S 70-300 mm f/4.5-5.6G IF-ED VR
- AF-P 70-300 mm f4.5-5.6E ED VR
- AF 80-400 mm f/4.5-5.6D ED VR
- AF-S 80–400 mm f/4.5–5.6G ED VR N
- AF-S 105 mm f/2.8G ED-IF VR Micro N
- AF-S 120-300 mm f/2.8E FL ED SR VR N
- AF-S 200 mm f/2G ED-IF VR
- AF-S 200 mm f/2G ED VR II N
- AF-S 180–400 mm f/4E TC1.4 N
- AF-S 200-400 mm f/4G ED-IF VR
- AF-S 200-400 mm f/4G ED-IF VR II
- AF-S 200-500 mm f/5.6E ED VR
- AF-S 300 mm f/2.8G ED VR II
- AF-S 300 mm f/4E PF ED VR N
- AF-S 400 mm f/2.8G ED-IF VR N
- AF-S 500 mm f/5.6E PF ED VR N
- AF-S 500 mm f/4G ED-IF VR N
- AF-S 600 mm f/4G ED-IF VR N
- AF-S 800 mm f/5.6E FL ED VR N

- AF 10.5 mm f/2.8G ED DX Fisheye
- AF-S 35 mm f/1.8G DX
- AF-S 40 mm f/2.8G DX Micro-Nikkor
- AF-S 10-24 mm f/3.5-4.5 ED DX
- AF-S 12-24 mm f/4G ED-IF DX
- AF-S 16-85 mm f/3.5-5.6G ED-IF DX
- AF-S 17-55 mm f/2.8G ED-IF DX
- AF-S 18-55 mm f/3.5-5.6G ED DX
- AF-S 18-55 mm f/3.5-5.6G ED II DX
- AF-P 18-55 mm f/3.5-5.6G DX
- AF-S 18-70 mm f/3.5-4.5G ED-IF DX
- AF-S 18-135 mm f/3.5-5.6G ED-IF DX
- AF-S 55-200 mm f/4-5.6G ED DX
- AF-P 70-300 mm f/4.5 - 6.3G ED DX

- AF-P 10-20 mm f/4.5-5.6G VR DX
- AF-S 16-80 mm f/2.8-4E ED VR DX
- AF-S 18-55 mm f/3.5-5.6G VR DX
- AF-P 18-55 mm f/3.5-5.6G VR DX
- AF-S 16-85 mm f/3.5-5.6G ED VR DX
- AF-S 18-105 mm f/3.5-5.6G ED VR
- AF-S 18-140 mm 3.5-5.6 G ED VR DX
- AF-S 18-200 mm f/3.5-5.6G ED-IF VR DX
- AF-S 18-200 mm f/3.5-5.6G ED-IF VR II DX
- AF-S 18-300 mm f/3.5-5.6G ED VR DX
- AF-S 18-300 mm f/3.5-6.3G ED VR DX
- AF-S 55-200 mm f/4-5.6G ED VR DX
- AF-S 55-300 mm f/4-5.6G ED VR DX
- AF-P 70-300 mm f/4.5 - 6.3G ED VR DX
- AF-S 85 mm Micro-Nikkor f/3.5G VR DX

- 28 mm f/2.8
- 35 mm f/2.5
- 50 mm f/1.8
- 100 mm f/2.8
- 135 mm f/2.8
- 36-72 mm f/3.5
- 70-210 mm f/4.0
- 75-150 mm f/3.5